# Quíquel

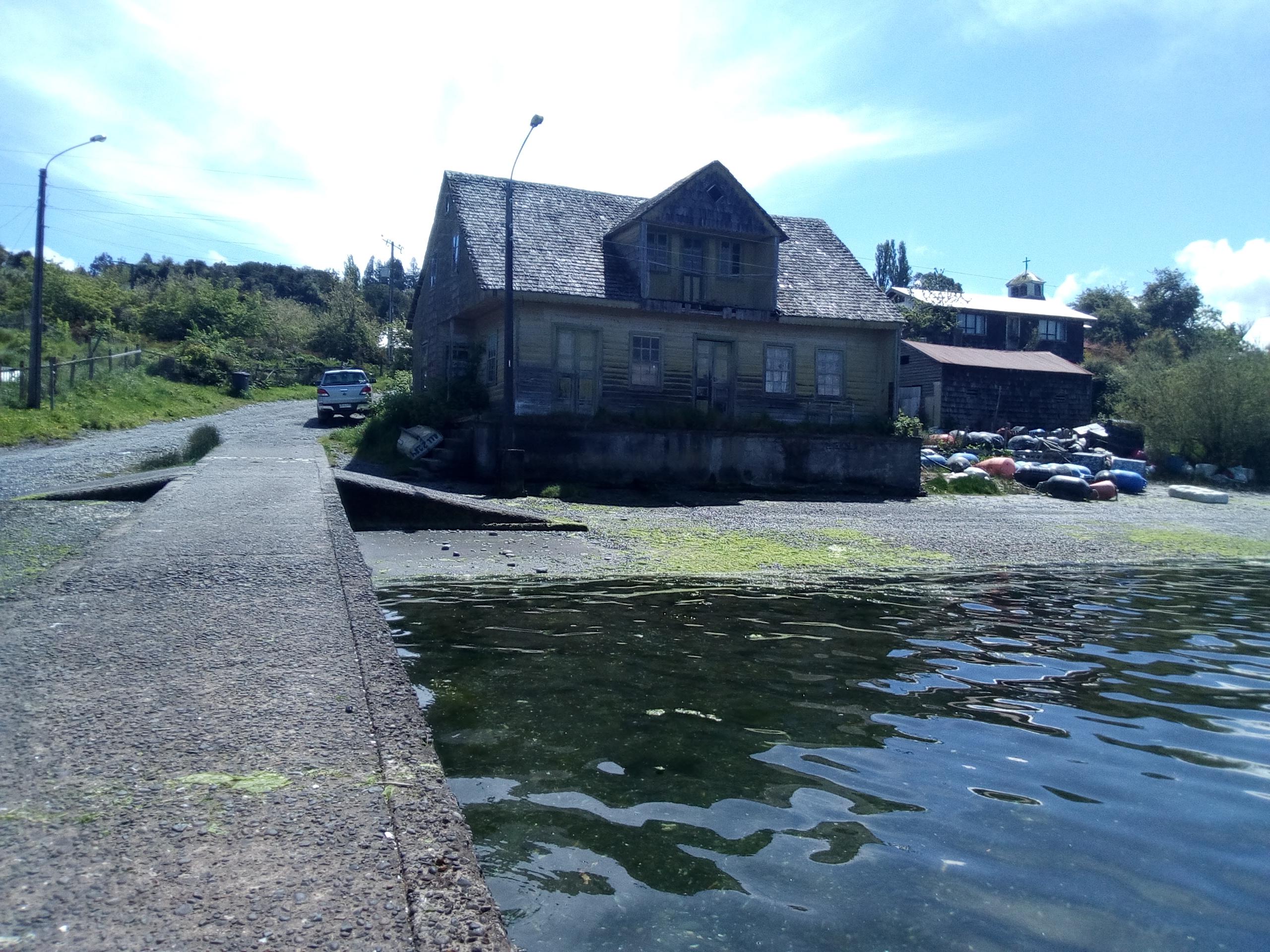
Vista de Quíquel desde el embarcadero.

Quíquel es una localidad rural ubicada en la Comuna de Dalcahue, en la Isla Grande de Chiloé, Región de Los Lagos, Chile. El lugar se encuentra 7 km al norte de la ciudad de Dalcahue, siguiendo el camino de la costa, hacia Tenaún y Quemchi. Sus habitantes trabajan principalmente en empresas salmoneras, empresas de cultivo de choritos y plantas de procesamiento de mariscos, además de realizar las labores propias de una comunidad rural de Chiloé, vale decir, actividades relacionadas con la agricultura. La mayoría de los pobladores tiene animales domésticos para consumo y aprovechamiento de los productos que de ellos se derivan. Algunos ejemplos son, las ovejas por su carne y lana; chanchos por su carne, manteca y chicharrones; gallinas, patos y pavos, entre otros.
La localidad posee algunos pocos bosques nativos, donde predominan la tepa, el olivillo, el ciruelillo, la luma, el roble y el ulmo, entre otros. Con estos bosques la gente se provee de leña para el invierno, los cuales son muy lluviosos.

## Origen del nombre
La palabra "quíquel" quiere decir helecho en la lengua mapuche huilliche, la lengua de los antiguos habitantes que se movilizaban en dalcas por el sector.